# Alejandro Nevski
Aleksandr Nevski (en ruso: Александр Ярославич Невский, Aleksandr Yaroslávich Nevski; Pereslavl-Zaleski, c. 1220-Gorodéts, 14 de noviembre de 1263), (en ruso: Александр Ярославич Невский; ɐlʲɪˈksandr jɪrɐˈsɫavʲɪtɕ ˈnʲɛfskʲɪj; nombre religioso: Aleksiy; 13 May 1221 príncipe de Nóvgorod (1236), de Kiev (1246) y de Vladímir-Súzdal (1252-1263), fue un líder ruso y santo de la Iglesia ortodoxa rusa, segundo hijo del Gran príncipe Yaroslav II, quien gobernaba en Nóvgorod, y una devota mujer llamada Teodosia o Rostislava Mstislavna, hija de Mstislav Mstislávich el Valiente. Luchó contra los suecos, teutones y tártaros que amenazaban Nóvgorod.

## Primeros años
De los Cuentos de la vida y el valor del piadoso y gran príncipe Alejandro que se encuentran en la Segunda crónica pskoviana (c. 1260-1280) procede una de las primeras referencias conocidas a Alejandro Yaroslávich:

Por voluntad de Dios, el príncipe Alejandro nació del caritativo, amante del pueblo y manso Gran Príncipe Yaroslav, y su madre fue Teodosia. Como fue dicho por el profeta Isaías: Así dice el Señor: Yo nombro a los príncipes porque son sagrados y yo los dirijo'.

...Era más alto que los demás y su voz llegaba al pueblo como una trompeta, y su rostro era como el rostro de José, a quien el Faraón egipcio puso como próximo al rey después de él de Egipto. Su poder era una parte del poder de Sansón y Dios le dio la sabiduría de Salomón... este príncipe Alejandro: él solía vencer pero nunca fue derrotado...

Nacido el 30 de mayo de 1220 en Pereslavl-Zaleski, Alejandro era el segundo hijo del príncipe Yaroslav Vsévolodovich y Feodosia Ígorevna de Riazán. Su abuelo materno fue Ígor Glébovich, segundo hijo de Gleb Rostislávich, príncipe de Riazán (fallecido en 1178). Su abuela materna fue Agrafena de Kiev, hija de Rostislav I de Kiev.
Nació poco antes de la invasión mongola de la Rus de Kiev, y recibió una educación de carácter religioso. Las primeras épocas de su vida, infancia y juventud las pasó en la ciudad rusa de Nóvgorod.
Siendo joven todavía, tuvo que gobernar. Entre 1235-1240, los mongoles, al mando de Batú Kan, arrasaron los principados de la Rus de Kiev. La región de Alejandro, Nóvgorod, aunque amenazada, se salvó de la devastación causada por los mongoles, pero Alejandro tendría que luchar contra otros enemigos que provenían de Occidente.

## Reinado

### Príncipe de Nóvgorod

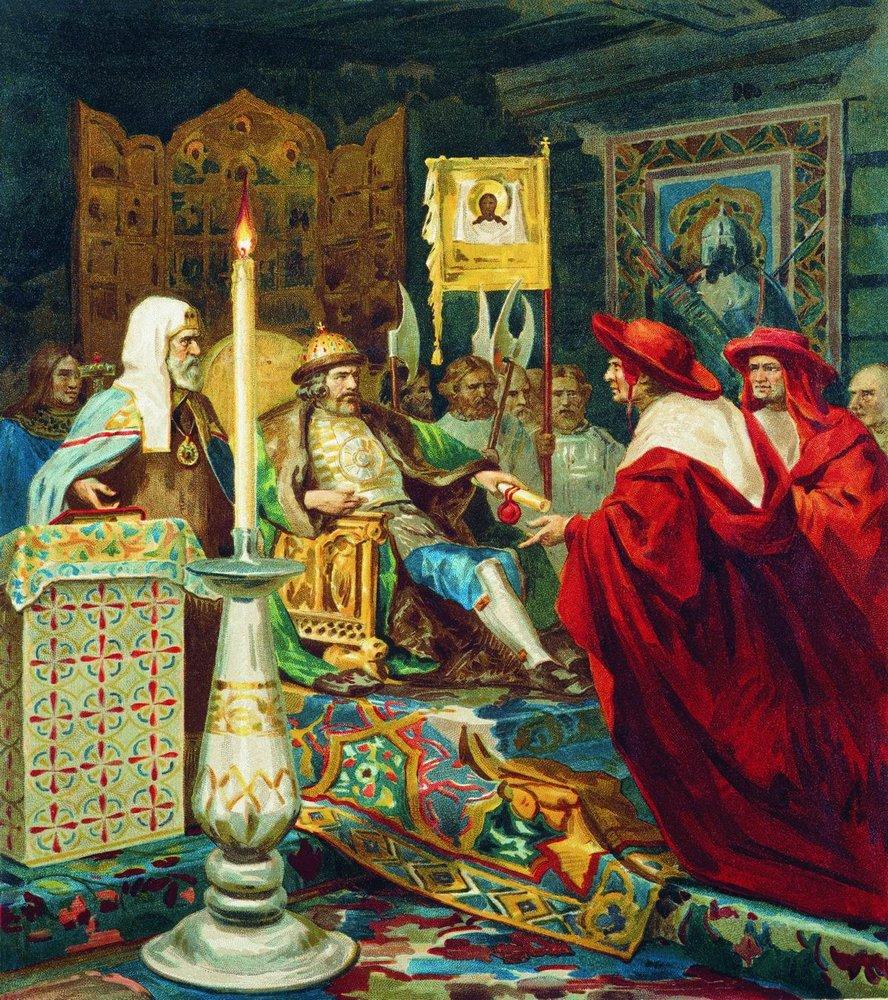
El príncipe Alejandro Nevski recibiendo a los legados papales, pintura de Henryk Siemiradzki (década de 1870)

En 1236, Alejandro fue designado por la Novgorodianos para convertirse en su príncipe (kniaz), donde ya había servido como gobernador de su padre en Nóvgorod.
En 1237, el papa Gregorio IX promulgó una bula contra los finlandeses, que se habían rebelado contra el catolicismo, y para convertir a los Rus ortodoxos. Así los suecos recibieron autorización papal para lanzar una cruzada, y en 1240 comenzaron nuevas campañas en la parte más oriental de la región del Báltico. Así se formó un gran ejército sueco al mando del yerno del rey de Suecia, Birger Jarl, fundador de la ciudad de Estocolmo. Según la Primera Crónica de Nóvgorod escrita en el siglo XIV, más de un siglo después de los hechos que relata, el ejército sueco desembarcó en la confluencia de los ríos Izhora y Nevá, cuando Alejandro y su pequeño ejército atacaron repentinamente a los suecos el 15 de julio de 1240 y los derrotaron en la Batalla del Nevá. Tras la batalla, Alejandro recibió el sobrenombre Nevski ("del Nevá").. Esta victoria, que se produjo sólo tres años después de la desastrosa invasiones mongolas, reforzó la influencia política de Alejandro, pero al mismo tiempo empeoró sus relaciones con los boyardos. Alejandro sería desterrado a Pereslavl-Zaleski.
Alejandro, enterado de la noticia, lanzó una arenga a sus hombres:

Hermanos, somos pocos y el enemigo es fuerte, pero Dios no está en la fuerza sino en la Verdad. Recordemos las palabras del Creador de los salmos:... 'estos en carros, aquellos a caballo, y nosotros el nombre de Dios invocaremos'... No os amedrentéis por el número de los combatientes, ya que Dios está con nosotros.

Más tarde, en 1240, cruzados del Obispado de Dorpat junto con las fuerzas del príncipe exiliado de Pskov atacaron la República de Pskov y Votia, tributaria de Nóvgorod. Las autoridades de Nóvgorod llamaron a Alejandro y, en la primavera de 1241, éste regresó del exilio y reunió un ejército. Alejandro consiguió recuperar Pskov y Koporie de manos de los cruzados y expulsar a los invasores.. A continuación, se adentró en territorio estonio-alemán. Los cruzados derrotaron a un destacamento del ejército novgorodiano a unos 20 kilómetros (12,4 mi) al sur de la fortaleza de Dorpat. Como resultado, Alejandro estableció una posición en el lago Peipus. Alejandro y sus hombres se enfrentaron entonces a la caballería pesada livonia liderada por Hermann de Dorpat, hermano de Alberto de Buxhoeveden, donde se encontraron el 5 de abril de 1242. El ejército de Alejandro derrotó entonces al enemigo en la Batalla del Lago Peipus, deteniendo la expansión hacia el este de la Orden Teutónica. Fuentes rusas posteriores elevarían la importancia de la batalla y la describirían como una de las grandes victorias rusas de la Edad Media. .
Tras la invasión livonia, Nevski continuó fortaleciendo la República de Nóvgorod. Envió a sus enviados a Noruega y, como resultado, firmaron un primer tratado de paz entre Nóvgorod y Noruega en 1251. Alejandro condujo su ejército a Finlandia y derrotó con éxito a los suecos, que habían hecho otro intento de bloquear el Mar Báltico a los novgorodianos en 1256.

### Gran Príncipe de Vladimir
Tras la conquista del Principado de Vladímir-Súzdal por los mongoles en 1238, su príncipe reinante, Yuri II Vsévolodovich, fue asesinado en la Batalla del río Sit; su hermano menor, Yaroslav II Vsévolodovich (padre de Alejandro), solicitó y recibió del kan mongol su permiso para convertirse en el nuevo príncipe. Como príncipe, asignó Nóvgorod a su hijo Alejandro. Sin embargo, mientras en 1245 viajaba a Sarái, la capital de la Horda de Oro, en Asia Central, Yaroslav murió. Cuando en 1248 Alejandro y su hermano mayor Andréi II Yaroslávich también viajaron a Karakórum para presentarse ante el Gran Kan del Imperio mongol, Andréi regresó con la concesión del título de Gran Príncipe de Vladímir y Alejandro el señorío nominal de Kiev.
Los Rúrikovich, príncipes que gobernaron la Rus de Kiev y estados que la sucedieron, estaban obligados a comparecer ante el kan de la Horda de Oro en persona para ser afirmados en sus principados. Cuando Möngke se convirtió en el nuevo gran kan en 1251, sólo dos años después de la muerte de Guyuk, exigió otra comparecencia en Sarái en el Volga, pero Andréi se negó a ir. Gracias a su amistad con Sartaq Khan, la posterior invasión de los mongoles, su primera incursión en el noreste de la Rus desde la conquista inicial, vio a Andréi exiliado a Suecia y a Alejandro asumiendo el título de Gran príncipe de Vladímir en 1252,  el más antiguo de los príncipes de la época tras la caída de Kiev.  Alejandro apoyó fielmente la regla mongol dentro de sus propios dominios. En 1259, dirigió un ejército a la ciudad de Nóvgorod y la obligó a pagar un tributo que había rechazado anteriormente a la Horda de Oro.
Algunos historiadores ven la elección de Alejandro de subordinarse a la Horda de Oro como una importante reafirmación de la orientación ortodoxa de los eslavos orientales (que comenzó bajo Vladímir I de Kiev y su abuela Olga). Orlando Figes menciona que "la colaboración de Nevski estuvo sin duda motivada por su desconfianza hacia Occidente, al que consideraba una amenaza mayor para la Rusia ortodoxa que la Horda de Oro". 

## Muerte y entierro

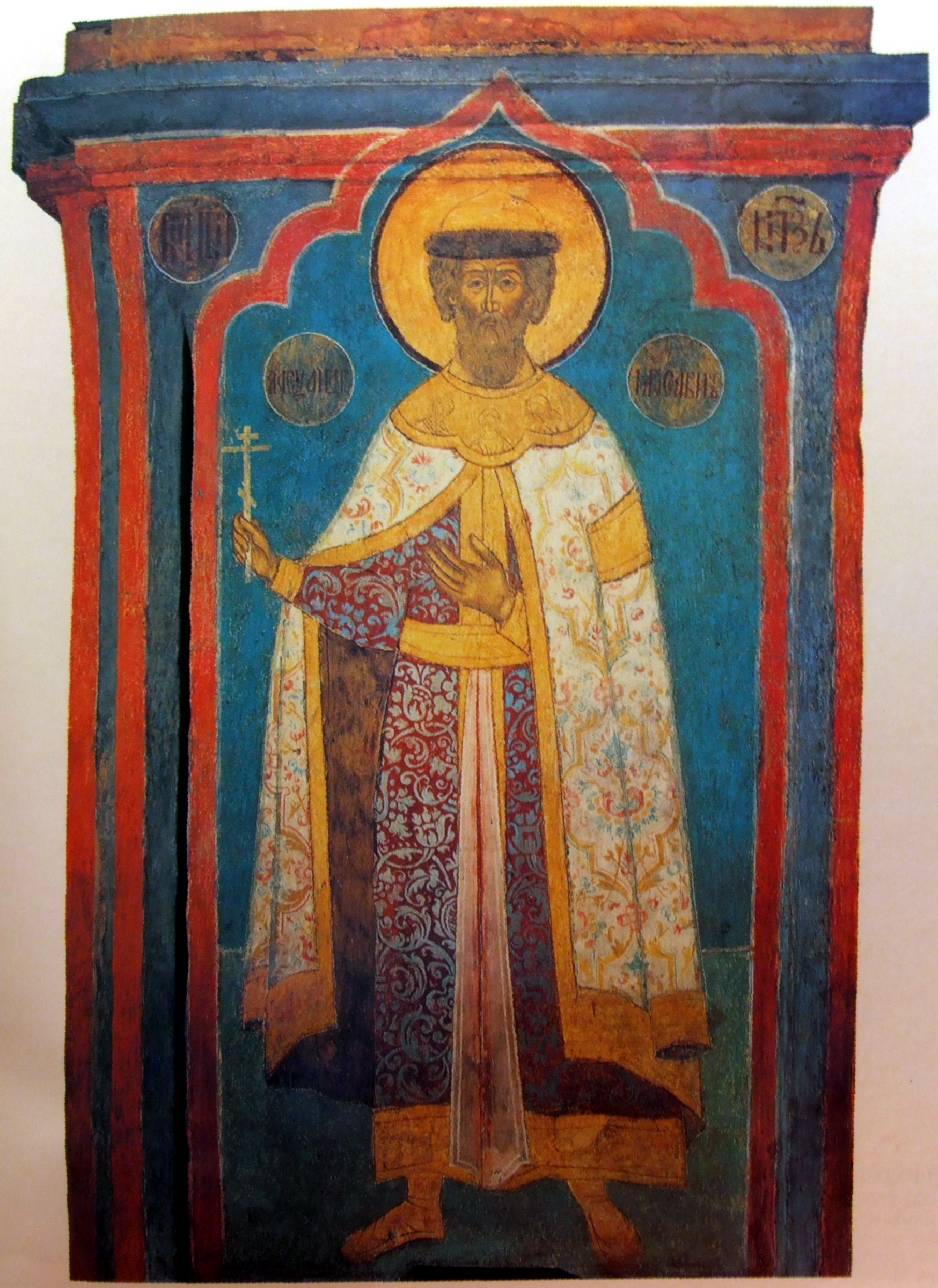
San Alejandro Nevski, 1666 fresco en la Catedral del Arcángel Miguel del Kremlin de Moscú.

El 14 de noviembre de 1263, mientras regresaba de Sarái en una de sus frecuentes visitas a la Horda de Oro, Alejandro murió en la ciudad de Gorodéts sobre el Volga. El 23 de noviembre de 1263, fue enterrado en la iglesia del monasterio de la Natividad de la Santa Madre de Dios de Vladímir. En 1724, por orden del zar Pedro el Grande, sus restos fueron trasladados al Monasterio de Alejandro Nevski de San Petersburgo.
De la Segunda crónica pskoviana:

Volviendo de la Horda de Oro, el Gran Príncipe Alejandro,
llegó a la ciudad de Nizhni Nóvgorod, y permaneció allí
durante varios días en buen estado de salud, pero cuando llegó a la
ciudad de Gorodéts cayó enfermo...
El Gran Príncipe Alejandro, que siempre fue firme en su fe en
Dios, renunció a este reino mundano ... Y luego entregó
su alma a Dios y murió en paz el 12 de noviembre [de 1263], en
día en que se recuerda al Santo Apóstol Felipe...
En este entierro el Arzobispo Metropolitano Cirilo dijo: 'Hijos míos
hijos míos, debéis saber que el sol de la tierra de Súzdal
se ha puesto. Nunca habrá otro príncipe como él en la tierra de Súzdal'.
Y los sacerdotes, los diáconos y los monjes, los pobres y los
los ricos, y todo el pueblo dijo: 'Es nuestro fin.'

## Veneración y canonización
La veneración de Alejandro comenzó casi inmediatamente después de su entierro, cuando al parecer extendió la mano para la oración de absolución. Según la tradición ortodoxa, Alejandro previó su muerte y antes de ello tomó estrictos votos monásticos Cristiana Ortodoxa, llamados Gran Esquema, y adoptó el nombre de Alexey.
En 1380, los restos de Alejandro fueron descubiertos en respuesta a una visión antes de la Batalla de Kulikovo y se descubrió que estaban incorruptos. Las reliquias se colocaron en un santuario de la iglesia. Alejandro fue canonizado como santo de la Iglesia Ortodoxa Rusa por Metropolitano Macario en 1547.

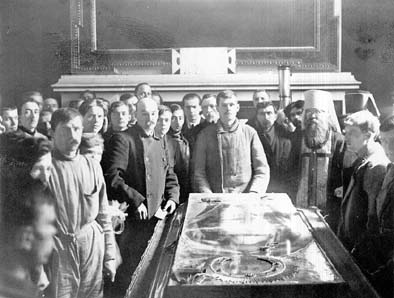
1922 apertura de las reliquias de Alejandro Nevski.

En 1695 se fabricó en Moscú un nuevo relicario de madera, en el que se colocaron las reliquias en 1697. Por orden de Pedro el Grande, el 11 de agosto de 1723 las reliquias fueron sacadas de Vladimir y transportadas a Shlisselburg, donde llegaron el 20 de septiembre.  Allí se conservaron hasta 1724, cuando fueron llevadas a San Petersburgo e instaladas en la Iglesia de la Anunciación de la Alexander Nevsky Lavra el 30 de agosto.
En 1753, un relicario de plata con sarcófago para las reliquias, hecho con 90 libras de plata, fue donado por la emperatriz Isabel de Rusia. Con la finalización de la Catedral de la Santísima Trinidad de la Lavra de Alejandro Nevski en 1790, el santuario y las reliquias fueron trasladados allí en su consagración el 30 de agosto, uno de los días festivos del santo.
En mayo de 1922, durante la confiscación general de los bienes de la Iglesia Ortodoxa Rusa, se abrió el sarcófago y se retiraron las reliquias; y el elaborado relicario de plata fue trasladado al Museo del Hermitage.  Las reliquias fueron almacenadas en el Museo de Historia de la Religión y el Ateísmo, antes de ser devueltas a la Catedral de la Santísima Trinidad en 1989.  El 10 de mayo de 2023, el Museo del Hermitage y el Lavra Alexander Nevsky firmaron un contrato para el traslado del santuario a la Catedral de la Santísima Trinidad del Lavra Alexander Nevsky por un periodo de 49 años.  El 12 de septiembre de 2023, el Patriarca Kirill de Moscú volvió a colocar las reliquias en el sarcófago de plata.
La fiesta principal de Alejandro es el 23 de noviembre. El 30 de agosto se instituyó una segunda festividad en conmemoración de la colocación de sus reliquias en la Iglesia de la Anunciación. También se le conmemora junto con otros santos de Rostov y Yaroslavl el 23 de mayo.
En febrero de 2024, se anunció que la memoria de san Alejandro Nevski había sido eliminada del sinaxarion utilizado por la Iglesia ortodoxa de Ucrania.

## La guerra contra la Orden Teutónica y la batalla sobre el hielo
Algún tiempo después, la Orden Teutónica, apoyándose en la misma bula papal, invadió las ciudades novgorodienses de Pskov y Yúriev. Entonces, la gente de Nóvgorod pidió a Alejandro Nevski que viniera a prestarles ayuda. Alejandro atacó a los caballeros teutónicos y liberó Pskov. En 1242, en la superficie helada del lago Peipus (Chudskóye) los caballeros católicos y los ejércitos rusos ortodoxos lucharon en la "Batalla de los hielos" (Batalla del Lago Peipus), durante la cual Alejandro Nevski derrotó a los teutones. La recreación de la batalla constituye la secuencia principal de la célebre película Alejandro Nevski del director Serguéi Eisenstein.
El papa de Roma, Inocencio IV, después de ser derrotado al intentar convertir por la fuerza a Rusia, envió en 1251 a dos cardenales para ofrecer a Alejandro Nevski la protección de Roma, pero Alejandro la rechazó.

## Alejandro y la Horda de Oro

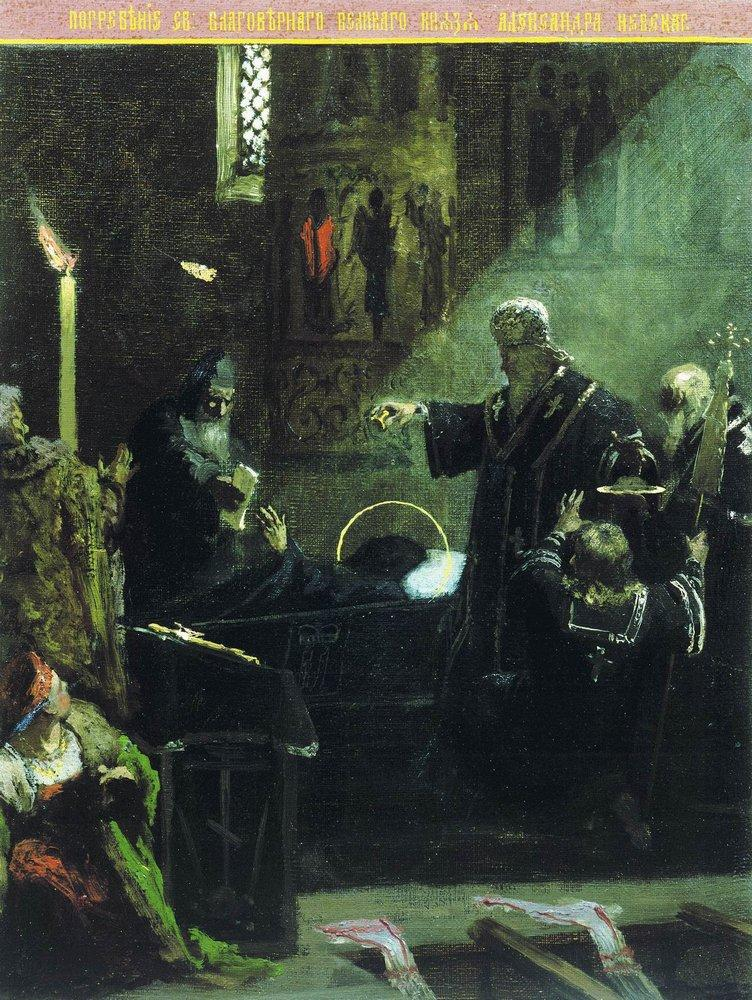
Muerte de Alejandro Nevski

Después de la invasión mongola de la Rus de Kiev, los príncipes rusos fueron obligados a acudir al Gran Batú Kan de la Horda de Oro para que les entregara el yarlyk o patente del cargo de Gran Príncipe de Vladímir, obedeciendo la "invitación" que no presagiaba nada bueno para los gobernantes rusos subyugados en aquellos tiempos. Alejandro Nevski también acudió a la llamada.
Según se dice, los príncipes siguieron un ritual según el cual tenían que pasar por entre las hogueras rituales y arrodillarse ante las estatuas de los antepasados del kan. Alejandro se negó, y arrodillado ante el kan le dijo: "Zar, me inclino ante ti porque Dios te ha honrado con un reino, pero nunca me inclino ante algo creado por el hombre. ¡Únicamente a Dios es a quien sirvo, adoro, reverencio y me arrodillo!" El kan le dejó marchar con vida.
Alejandro Nevski colaboró con los mongoles, actuando de mediador entre su pueblo y la Horda de Oro.
En 1246, los mongoles lo nombraron Gran Príncipe de Kíev y en 1251 lo instauraron como Príncipe de Vladímir, sustituyendo a su hermano Andrés. Como señor de Vladímir, Kíev, y Nóvgorod, hizo mucho por la unificación de los principados del norte de Rusia.
Desde 1252, fue Gran Príncipe. Durante un viaje enfermó y el 14 de noviembre de 1263 falleció en Gorodéts Volzhski.

## Películas
Serguéi Eisenstein le dedicó una de sus más célebres películas, Alejandro Nevski, 1938.